# Erythroxylum annamense
Erythroxylum annamense là một loài thực vật có hoa trong họ Erythroxylaceae. Loài này được Tardieu mô tả khoa học đầu tiên năm 1943.